# 1223
Évszázadok: 12. század – 13. század – 14. század
Évtizedek: 1170-es évek – 1180-as évek – 1190-es évek – 1200-as évek – 1210-es évek – 1220-as évek – 1230-as évek – 1240-es évek – 1250-es évek – 1260-as évek – 1270-es évek
Évek: 1218 – 1219 – 1220 – 1221 –  1222 – 1223 – 1224 – 1225 – 1226 – 1227 – 1228

## Események
- március 25. – II. Sancho portugál király trónra lépése.
- július 14. – VIII. Lajos francia király trónra lépése.
- Kiújulnak az ellentétek II. András király és Béla herceg között, Béla VI. Lipót osztrák herceghez menekül. A feleket a pápa békíti ki egymással.
- november 29. – III. Honoriusz pápa jóváhagyja és engedélyezi az Assisi Szent Ferenc által az előző évben megalapított Ferences rend működését.
- A Kalka folyócska menti csatában Batu kán legyőzi az orosz-kun hadakat.[1]

## Születések
- VIII. Mikhaél bizánci császár († 1282)

## Halálozások
- március 25. – II. Alfonz portugál király (* 1185)
- július 14. – II. Fülöp Ágost francia király[2] (* 1165)